# Gouna burchelli
Gouna burchelli är en skalbaggsart som beskrevs av Gilbert John Arrow 1917. Gouna burchelli ingår i släktet Gouna och familjen Melolonthidae. Inga underarter finns listade i Catalogue of Life.